# Ehrharta ottonis
Ehrharta ottonis là một loài thực vật có hoa trong họ Hòa thảo. Loài này được Kuntze ex Nees mô tả khoa học đầu tiên năm 1841.